# Ben Hindle
Benjamin John „Ben” Hindle (ur. 23 maja 1974 w Calgary) – kanadyjski bobsleista, brązowy medalista mistrzostw świata.

## Kariera
Największy sukces w karierze Hindle osiągnął w 1999 roku, kiedy wspólnie z Pierre’em Luedersem, Kenem LeBlankiem i swym bratem bliźniakiem Mattem zajął trzecie miejsce w czwórkach podczas mistrzostw świata w Cortina d’Ampezzo. Był to jego jedyny medal wywalczony na międzynarodowej imprezie tej rangi. W 1998 wystartował na igrzyskach olimpijskich w Nagano, zajmując w czwórkach jedenastą pozycję.